# Trichoferus samai
Trichoferus samai är en skalbaggsart som beskrevs av Kadlec och Rejzek 2001. Trichoferus samai ingår i släktet Trichoferus och familjen långhorningar. Inga underarter finns listade i Catalogue of Life.